# Palacio Esterházy (Eisenstadt)

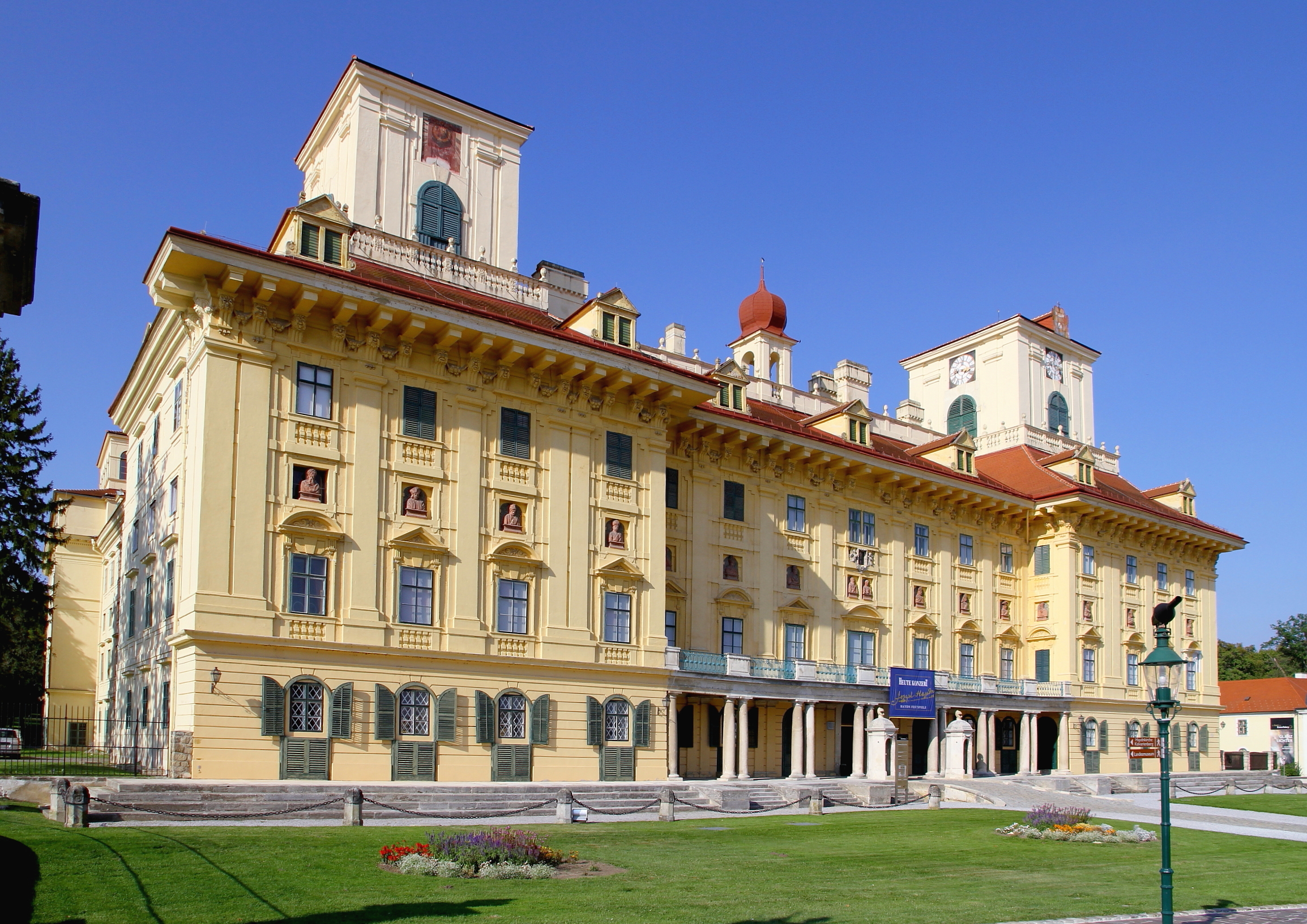
Vista de la fachada principal

El palacio [de los] Esterházy, también castillo (en alemán: Schloss Esterházy) es una residencia nobiliaria de verano de la poderosa familia Esterházy de la nobleza húngara ubicado en Eisenstadt, en el Burgenland, en Austria.  Es propiedad de la Fundación Privada Esterházy.

## Historia
El Burgenland es, en Austria, la parte del país que formaba parte del reino de Hungría, luego de la Hungría real del Imperio de los Habsburgo y de la parte húngara de Austria-Hungría. Entonces la localidad de Eisenstadt se llamaba Kismarton.

## Antecedentes
En el lugar del actual castillo se alzaba un castillo gótico, cuyos orígenes se remontan al siglo XIII. Era propiedad de la familia Gutkeled, que poseía numerosas propiedades en el oeste de Hungría. En 1364 la familia Kanizsay compró el castillo y lo amplió generosamente. Con un permiso del rey húngaro Luis el Grande, la familia construyó en 1371 un muro alrededor de toda la ciudad de Kismarton/Eisenstadt, que encerraba el castillo.
Entre 1445 y 1464 el castillo y toda la ciudad pasaron a manos de los Habsburgo. Por el momento, el castillo solo fue empeñado por ellos, por lo que no se hicieron modificaciones. Según la reconciliación del emperador Federico III con el rey húngaro Matias Corvino, la ciudad regresó al reino de Hungría con todo lo que entonces era el oeste de Hungría (aproximadamente la actual Burgenland).
En 1622 el castillo y sus dominios pasaron a ser administrados por la familia Esterházy como prenda, como objeto de intercambio después de la  paz de Nikolsburg, cuando el conde Nikolaus Esterházy cedió el gobierno de Munkács, en el noreste de Hungría, al príncipe de Transilvania Gábor Bethlen.
En 1649, el hijo de Nikolaus, Ladislaus, compró el castillo a Fernando III. Desde entonces, el castillo y la finca han sido propiedad continua de la familia Esterházy. Debido a que la ciudad de Kismarton/Eisenstadt (dentro de los muros de la finca del castillo) no estaba sujeta a ellos, ya que en 1648 el rango de real húngaro Freistadt, la familia inició actividades de asentamiento a poca distancia al oeste del castillo (donde, entre otras cosas, se instaló una comunidad judía).  

### La fase de construcción barroca (1663-1672)
Después de la muerte del conde Ladislas Esterházy  en la batalla de Vezekény en 1652, su hermano menor Paul heredó el castillo que hizo convertir el castillo en un palacio barroco a partir de la década de 1650. El palacio siguió siendo la residencia principal de la familia, que pronto se convirtió en príncipesca (herceg), durante 300 años. Las ampliaciones que acometió en el palacio tardaron casi diez años en completarse, y construyó la fachada que se ve hoy. Los planos fueron confiados a Carlo Martino Carlone y las esculturas a Hieronymus Bregno, Ambrosius Ferrethi y los hermanos Ambrosius y Giorgio Regondi de Kaisersteinbruch. La rica decoración de estuco fue realizada por el maestro italiano Andrea Bertinalli. Las obras posteriores que se habían planeado fueron interrumpidas más tarde por el segundo asedio turco en 1683.

### Los cambios en elsigloXVIII
Se realizaron pocos cambios durante el período barroco tardío y el  exterior apenas se modificó. En el siglo XVIII, el interior y las escaleras fueron completamente cambiados. Muchas salas fueron equipadas con estufas y techos de estuco. Las entregas de piedra dura de Kaisersteinbruch, el "Kaiserstein", tuvieron lugar en 1745/1746 para la construcción del puente de piedra sobre el foso. Las únicas obras importantes del palacio fueron la renovación en 1761, por el maestro Johann Michael Strickner, de las dos escaleras principales, que son las que se ven hoy. De 1790 a 1794, se construyeron los establos y los edificios de guardia opuestos.
El palacio fue una de las residencias de verano de la familia Esterházy durante la época de Joseph Haydn.

### La fase de construcción clásica

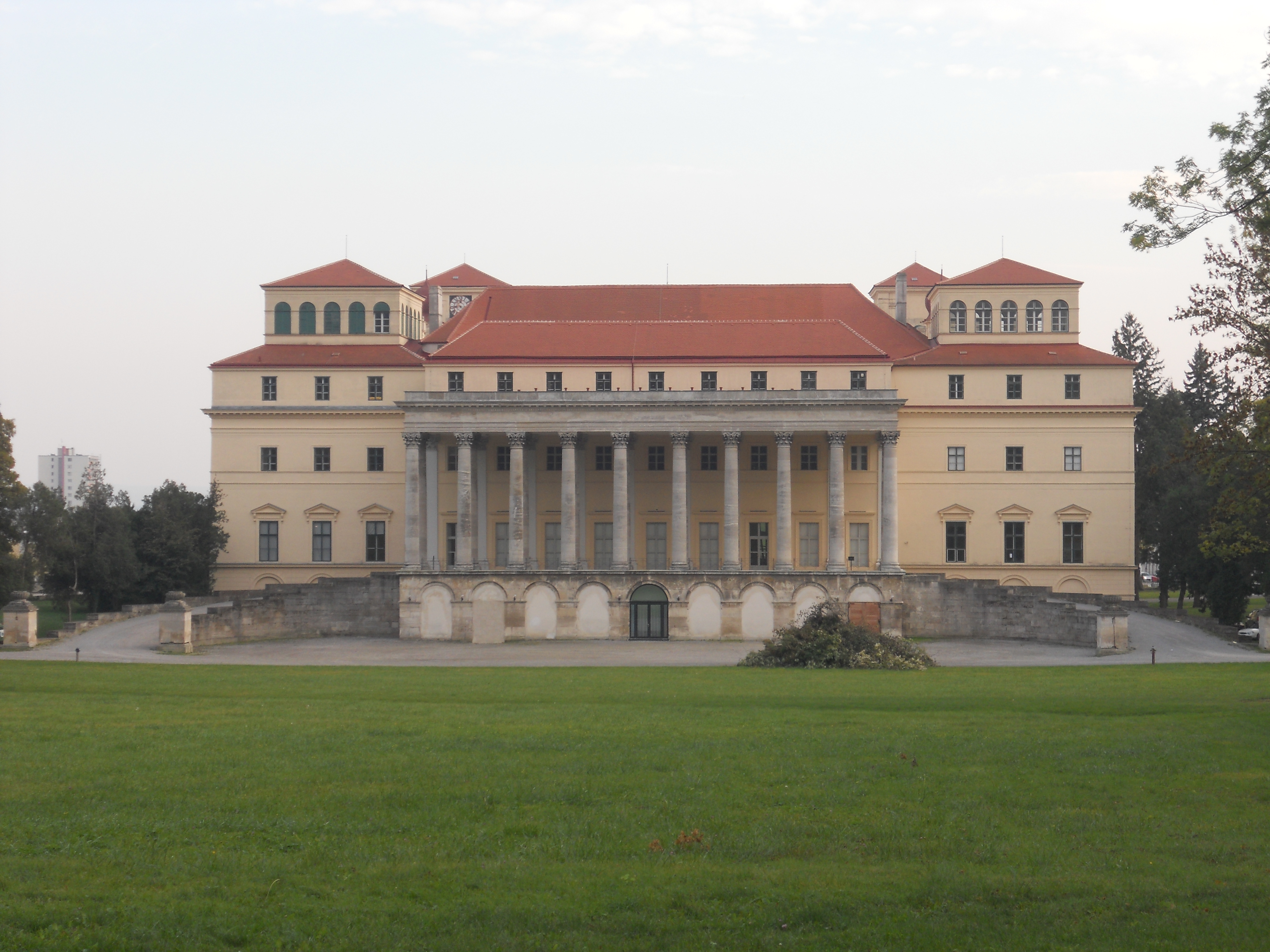
Vista actual de la parte trasera del palacio

El príncipe Anton Esterházy construyó mucho, aunque solo permaneció en el poder durante poco tiempo (de 1790 a 1794).
Bajo Nicolás II (1805-1815), hijo de Anton, la residencia se convirtió al estilo clásico. Nicolas consiguió los servicios de uno de los arquitectos franceses más famosos de la revolución clásica, Charles de Moreau, siendo ejecutadas bajo la dirección de Karl Ehmann. Moreau quería mantener solo el núcleo del edificio de estilo barroco, y renovar ampliamente y hacer adiciones al palacio en un estilo clásico.
La parte oriental debía albergar el teatro y la ópera, la parte occidental la galería de cuadros de los Esterházy. Entre las dos torres al norte, la sala del lado del jardín presagiaba la magnífica sala de Haydn de hoy. Para acceder a esa sala, Moreau construyó una potente entrada con amplias rampas en cada extremo que descansan sobre veinte columnas corintias. Moreau también construyó un conjunto de piezas diseñadas para acoger a la  «haute société» y diseñadas en diferentes estilos. En el transcurso de estas obras se rellenó el foso. 
Sin embargo, debido a la ocupación en 1809 de Eisenstadt por las tropas napoleónicas, las obras tuvieron que ser interrumpidas y no se pudieron continuar debido a la carga financiera de los Esterházy por la guerra contra los franceses, así como el estilo de vida grandioso de la corte no permitieron la construcción de nuevas piezas. Por ello hoy solo existe la parte central de la residencia real proyectada por Moreau, que debía ser más del doble de grande. Se llevaron a cabo importantes renovaciones a finales del siglo XIX, pero la apariencia no cambió mucho.
A finales del XIX las obras de renovación comenzaron finalmente.

### Fase de construcción moderna
Pocos cambios se hicieron en la primera parte del siglo XX. En 1918, durante la desintegración de Austria-Hungría, el Burgenland fue la única parte de la gran Hungría que permaneció en la esfera austriaca. En la mayor parte del antiguo Imperio austro-húngaro, se abolieron los títulos y las propiedades nobiliarias, pero no en Burgenland: el castillo siguió siendo parte del patrimonio familiar Esterházy.
Luego, en 1945, se realizaron cambios significativos en el palacio. Después de la Segunda Guerra Mundial, la oficina del gobierno del Burgenland y más tarde la jurisdicción nacional se alojaron en el palacio durante diez años. En 1969, el gobierno de Burgenland se hizo cargo mediante arrendamiento de gran parte del edificio.

## La sala  Haydn

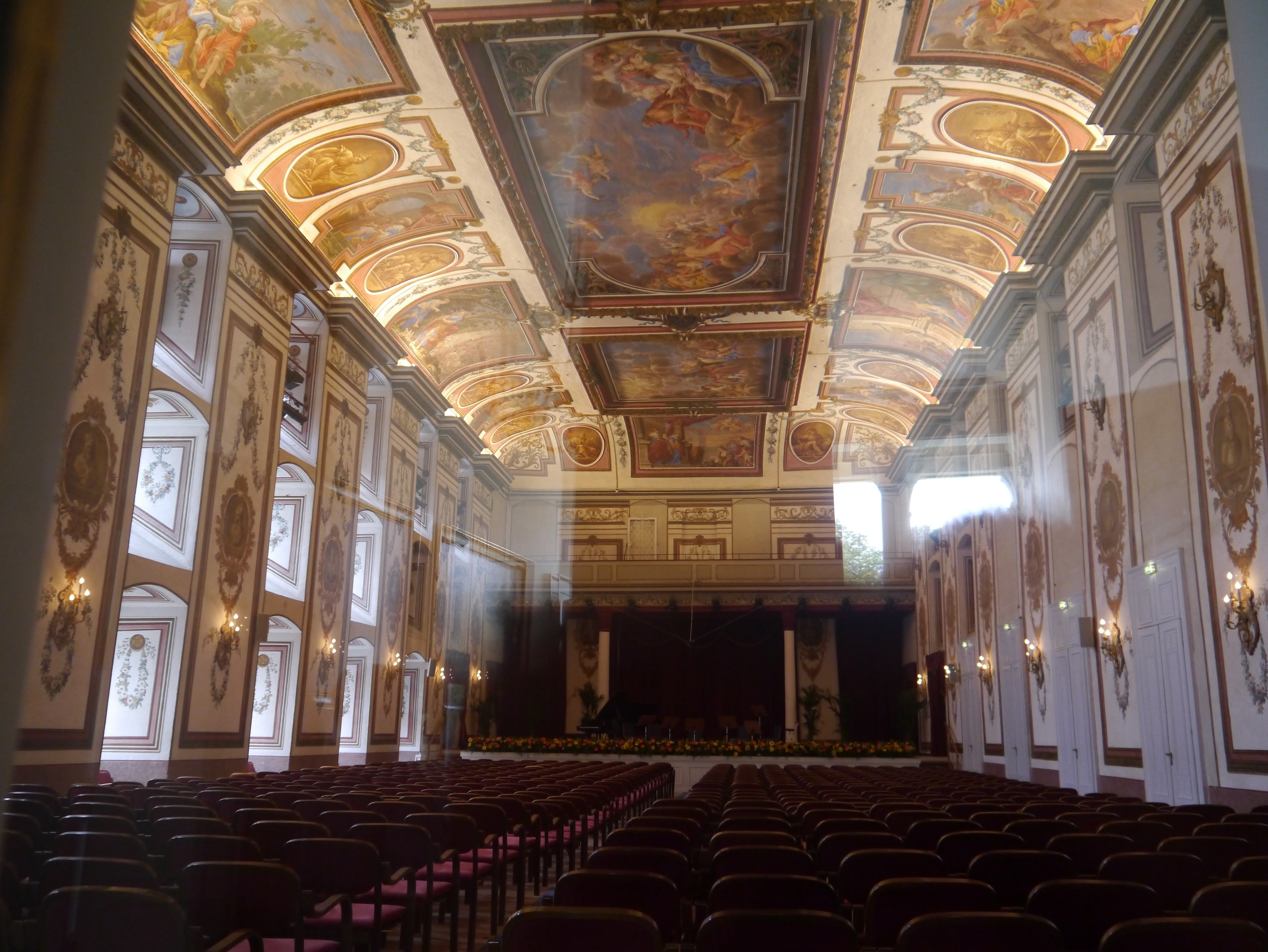
Sala Haydn

La sala Haydn (Haydnsaal), un salón originalmente destinado a las grandes fiestas y banquetes, es una obra de arte en sí misma en el castillo de Esterházy. Por sus dimensiones y esplendor, refleja la pujanza política, económica y cultural de la familia Esterházy.
Hoy en día, se encuentra entre las salas de conciertos más bellas del mundo con una acústica perfecta. Su nombre recuerda al célebre compositor Joseph Haydn, que trabajó durante casi cuarenta años al servicio de la familia Esterházy. Muchas de sus obras fueron compuestas y estrenadas en Eisenstadt en el castillo Esterházy.
La sala Haydn fue creada durante la época de Paul Esterházy, durante la fase de construcción barroca (de 1663 a 1672). Formaba parte de los planos elaborados por Carlo Carlone Martino, originario de Italia, que concernía a la mayor parte del ala norte. Tiene una altura de tres pisos, con tres filas de ventanas superpuestas que se abren hacia el lado que da al patio.

## Presente
Después de la Segunda Guerra Mundial, parte del gobierno provincial de Burgenland se instaló en el castillo durante la ocupación. Después de 1969, partes del castillo fueron arrendadas por la provincia de Burgenland y administradas por una empresa estatal. Ese arrendamiento, que incluía amplias obras de renovación y adecuación, finalizó el 31 de diciembre de 2009, porque el país no estaba preparado para participar financieramente en los ambiciosos planes de expansión de las fundaciones Esterházy.
Los arquitectos Christian Jabornegg y András Pálffy, ganadores en 2007 de un concurso relacionado con ese objetivo, diseñaron una ampliación con salas de exposición adicionales, que se insertará en el espacio entre el castillo y el casco antiguo al este. Después de que en noviembre de 2007 se creara un consejo de administración internacional especializado para las fundaciones privadas Esterházy, tomando al arquitecto Gustav Peichl como consultor. En la primavera de 2008, la oficina de Peichl und Partner recibió el encargo de la renovación o remodelación general del Palacio Esterházy.
El histórico salón de baile del palacio se conoce como Haydn Hall y se utiliza a menudo como sala de conciertos. Joseph Haydn estuvo al servicio de la corte real como maestro de capilla durante treinta años en el siglo XVIII, y en esta función tuvo que componer cientos de piezas musicales para su interpretación inmediata en las ceremonias del Príncipe. En 2009 se dedicaron dos exposiciones a Haydn en el palacio.
El Palacio Esterházy también ha sido la sede de la Asociación de Festivales de Burgenland Haydn, que tuvo lugar en el palacio de 1989 a 2016, desde 1986.

## Conjunto
El complejo del palacio incluye el edificio principal con la capilla del palacio y el antiguo establo principesco y el edificio de la guardia principal en el área de entrada (construido en 1793 por el maestro de obras principesco Joseph Ringer según los planos del arquitecto Johann Henrici ). También hay un portal catalogado y la fuente Emericus (finales del siglo XIX).

## Parque del castillo
Los parterres de flores y los huertos al este y al norte del castillo fueron rediseñados en estilo barroco en el siglo XVIII y después de que Moreau pidiera comprar más terrenos a principios del siglo XIX, como parte de la renovación del castillo, se transformó en un espacioso parque paisajístico inglés. El invernadero, que se terminó en la primera mitad del siglo XIX, fue junto al de Schönbrunn uno de los invernaderos más grandes y modernos con un carácter representativo. El templo de Leopoldina, que lleva el nombre de una princesa Esterházy, se encuentra en una colina de roca artificial, y en su interior hay uno escultura de Antonio Canova diseñada de la princesa. En la parte este del parque, más lejos del castillo, se construyeron en el siglo XX un pequeño estadio de fútbol y una piscina pública. El parque, cuya población de árboles muestra rarezas con paneles informativos, está siendo restaurado cuidadosamente por expertos.
El parque es uno de los jardines monumentales más importantes de Austria y está protegido (n.° 2 en el apéndice de la Sección 1, Párrafo 12 de la DMSG y en la lista de monumentos).

## Otros
El 9 de noviembre de 1962, Österreichische Post (Correos de Austria) emitió un sello de la serie de monumentos austriacos por valor de 3,50 chelines con el tema del castillo.

## Galería de imágenes

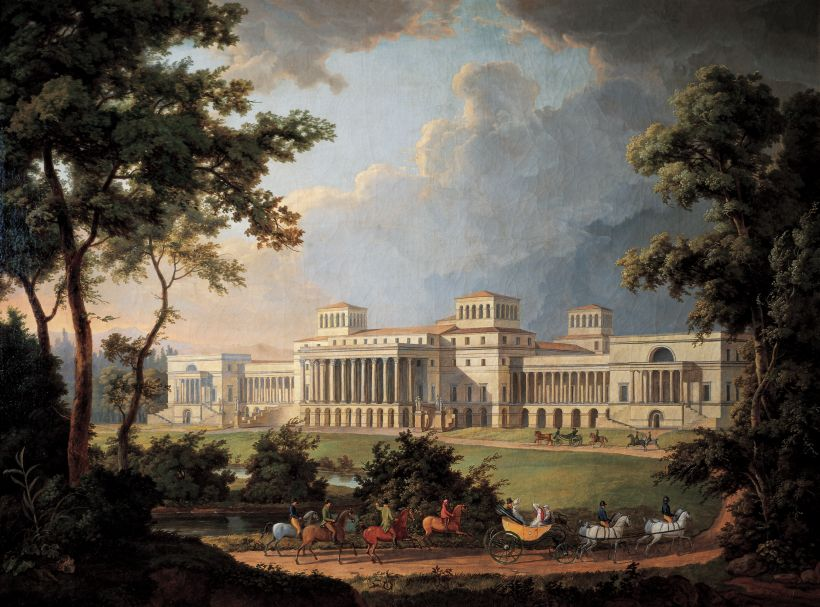
Fachada proyectada de jardín del Palacio Esterházy (pintura al óleo de  Albert Christoph Dies, 1812)
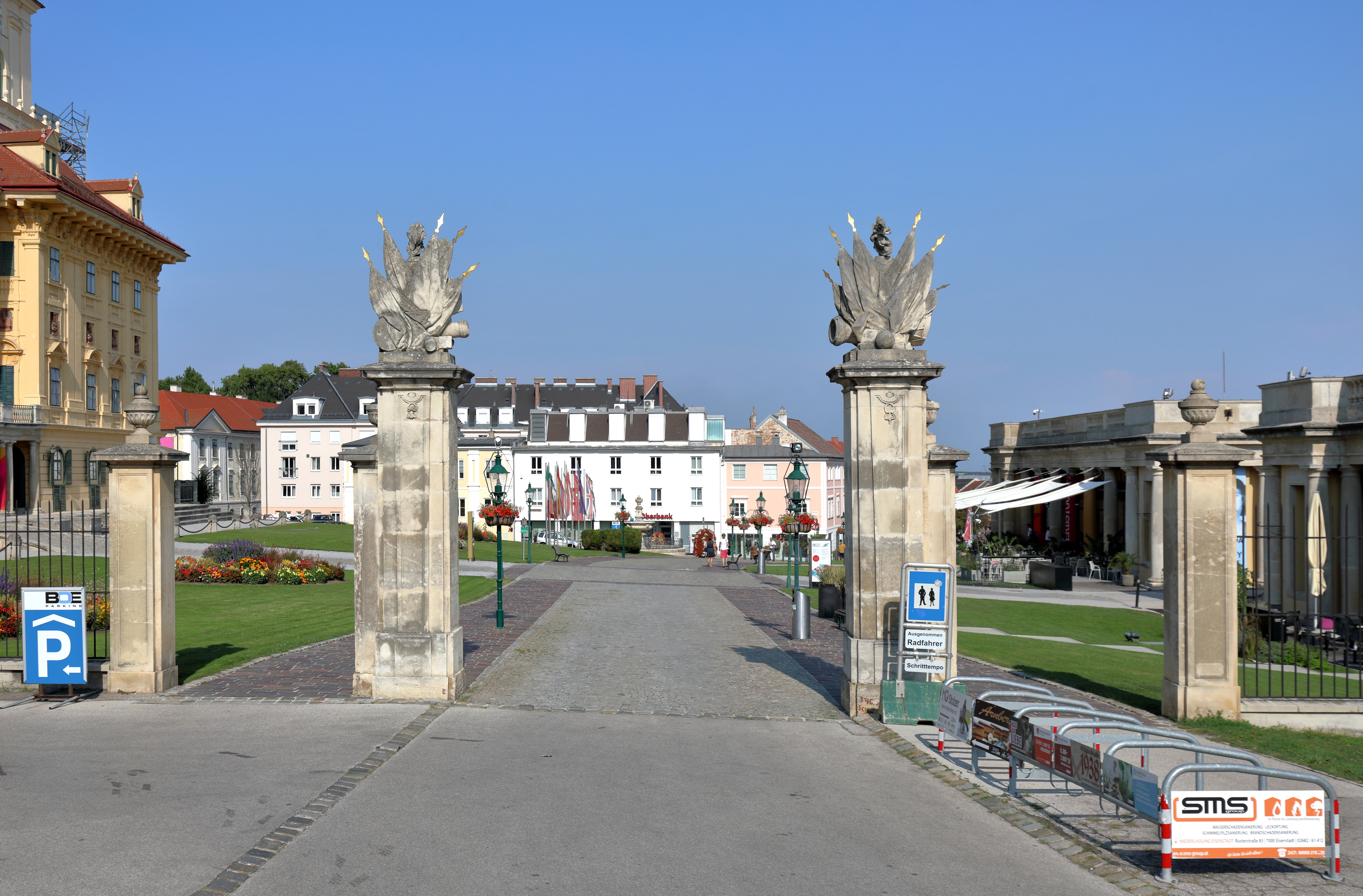
Puerta de entrada a la plaza del castillo
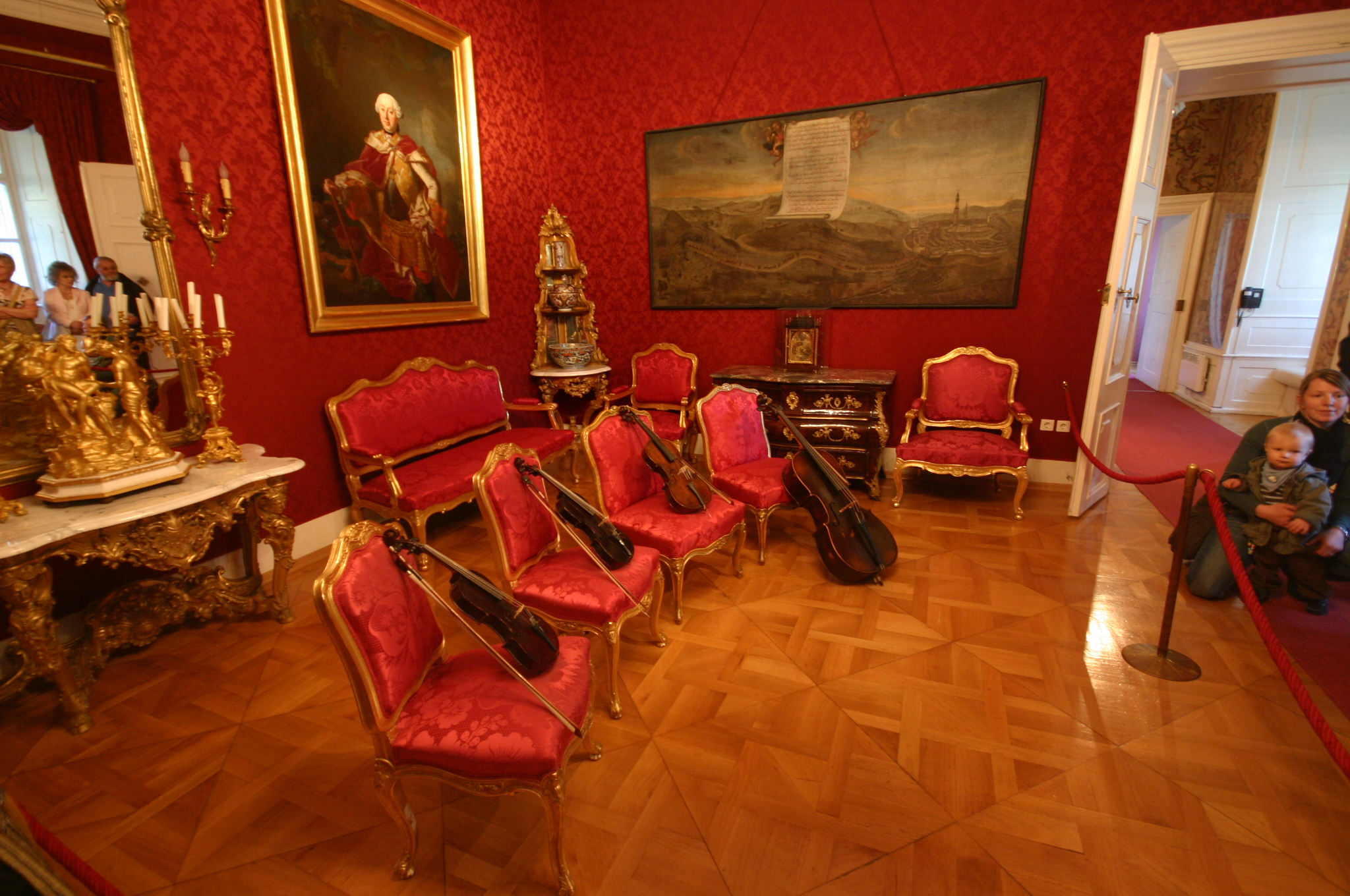
Salón rojo
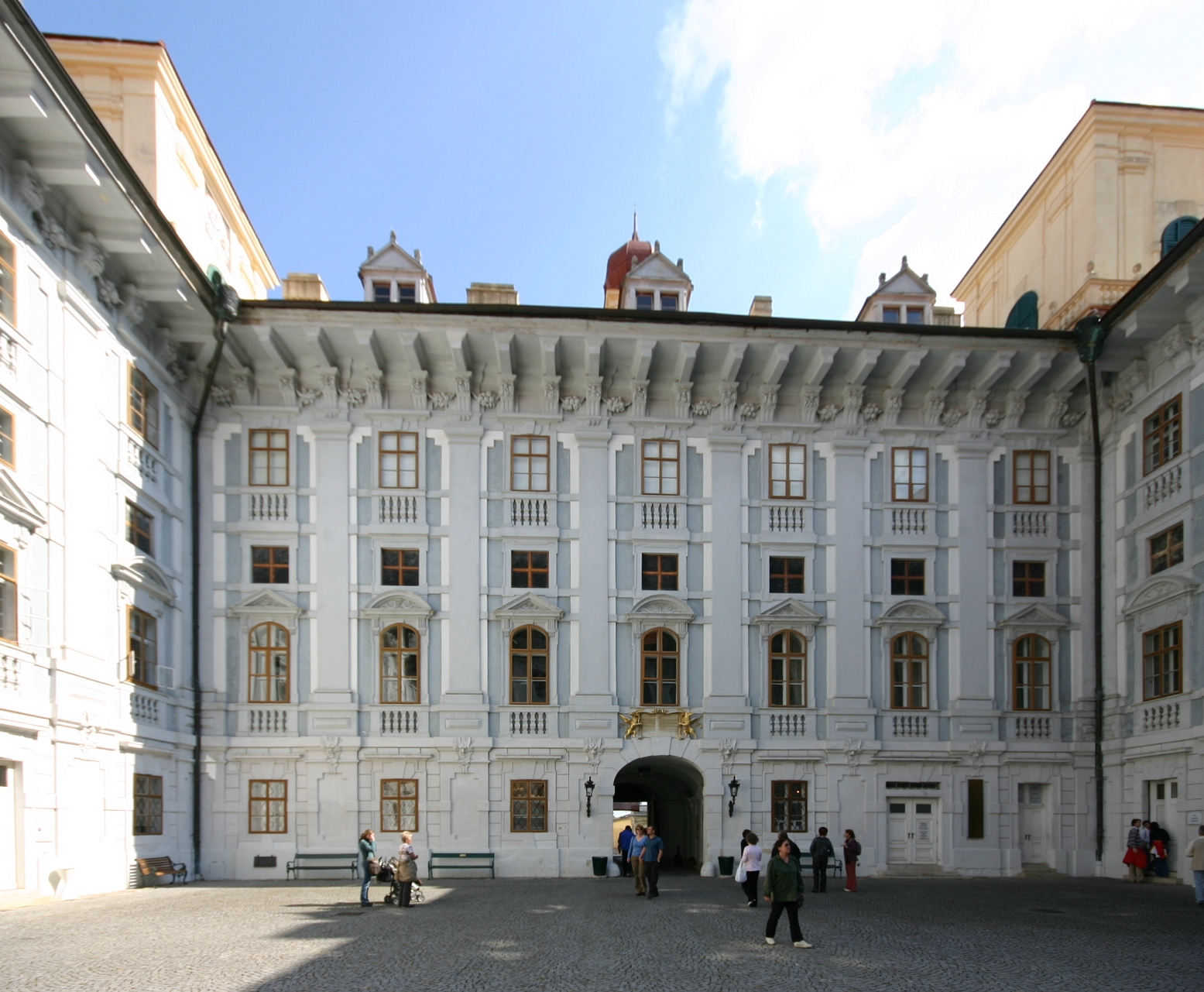
Patio interior del castillo
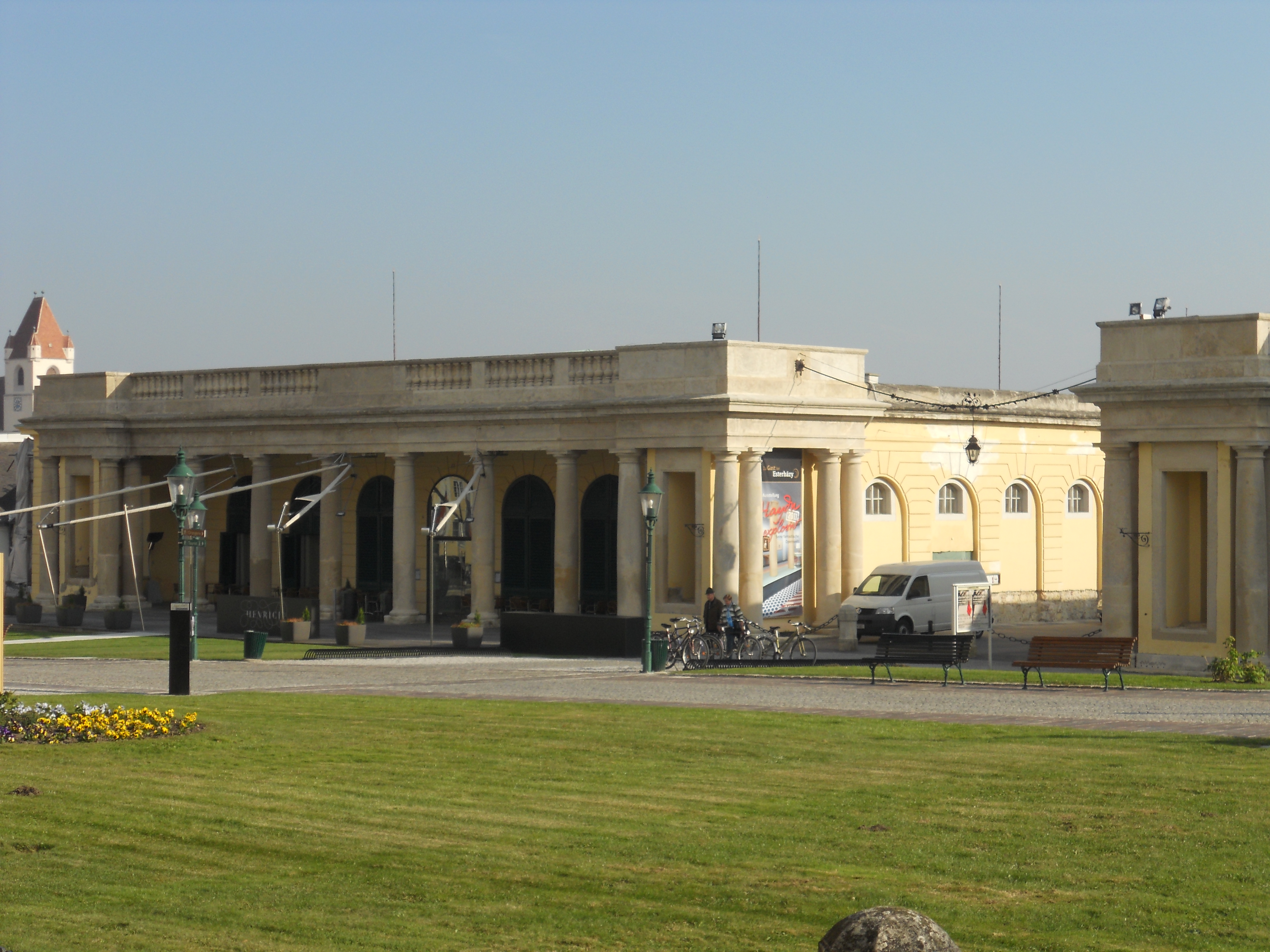
Los viejos establos
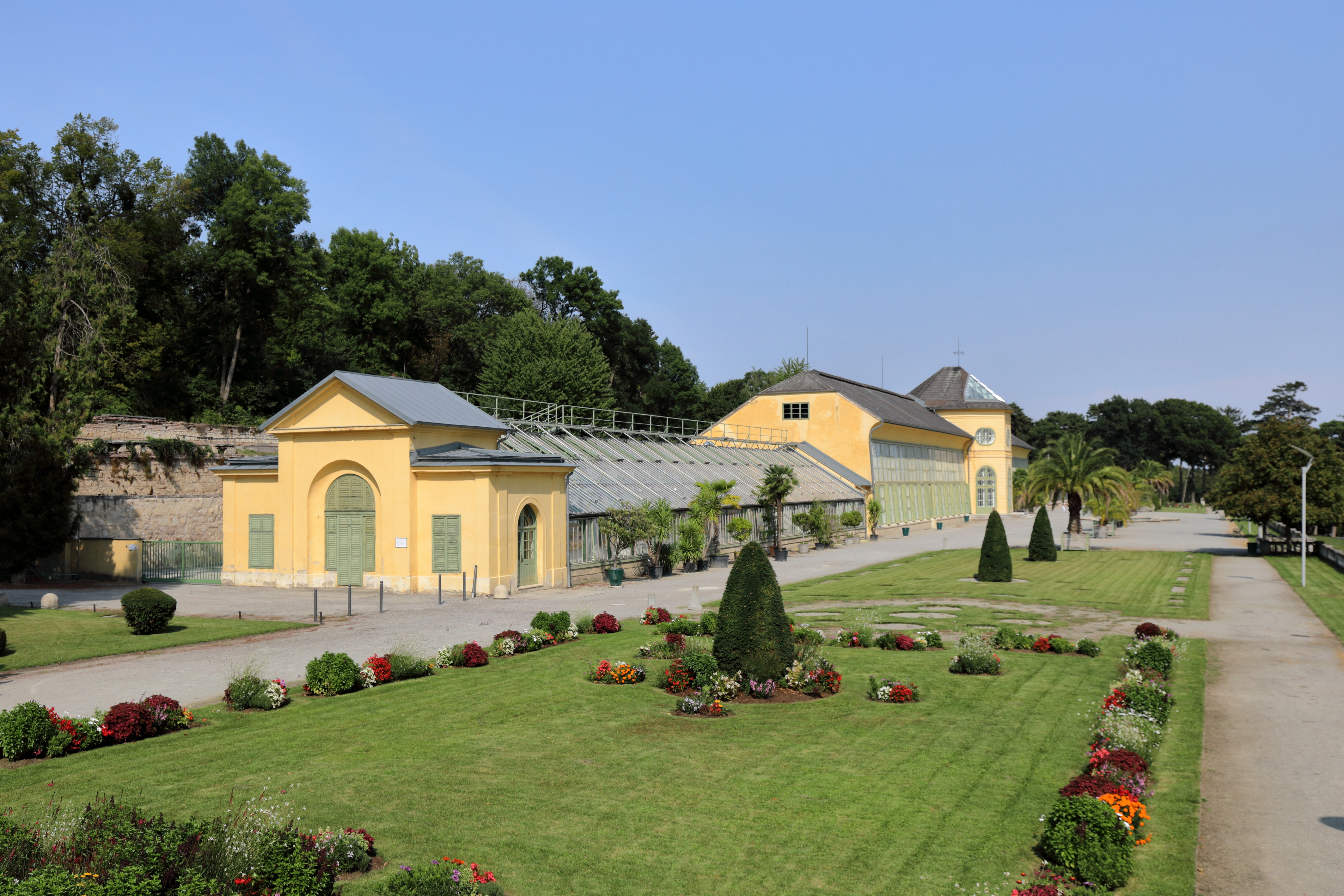
El Invernadero del parque
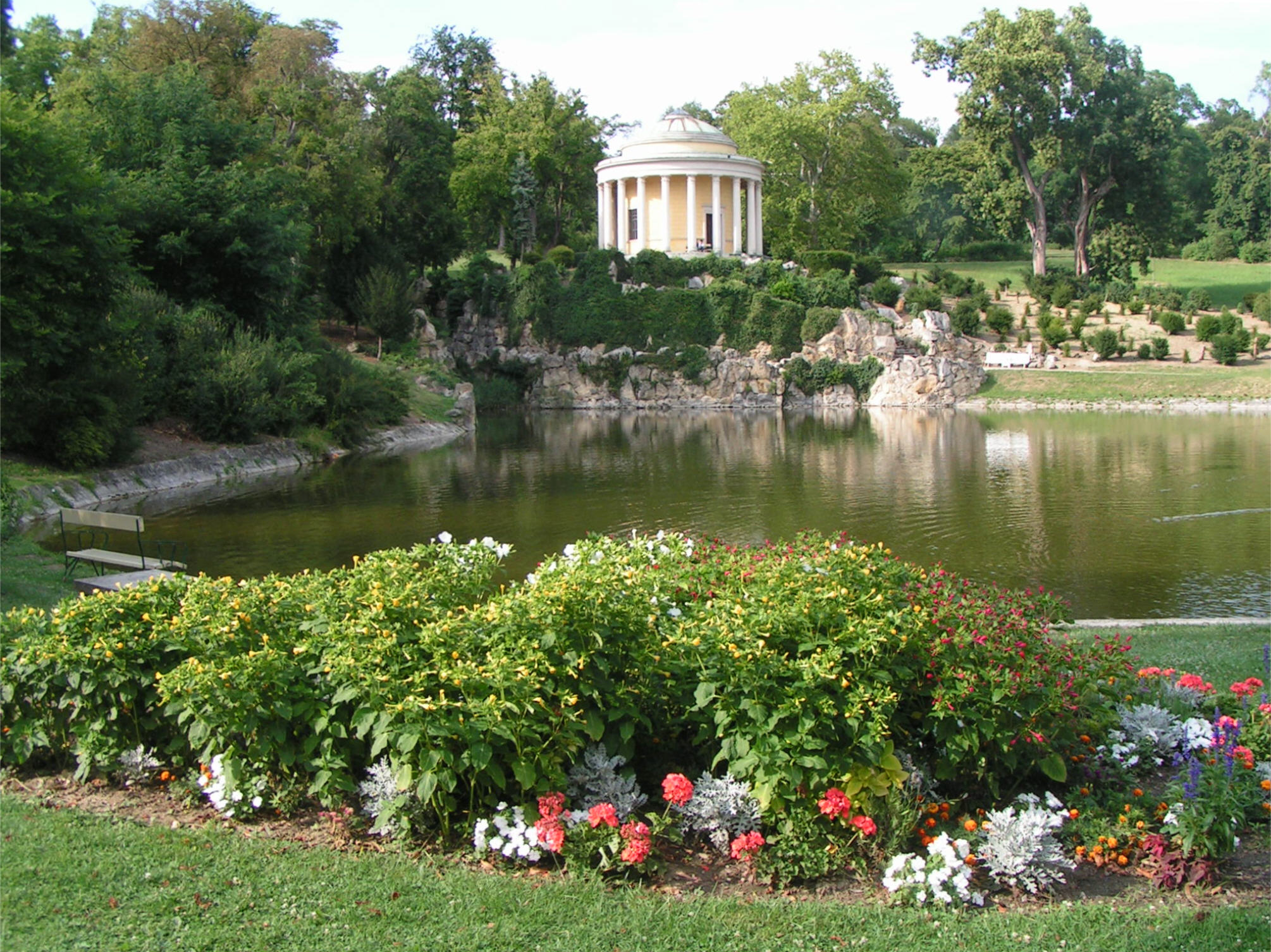
Templo de Leopoldine en el parque